# 沈璞
沈璞（しん はく、416年 - 453年）は、南朝宋の官僚。字は道真。本貫は呉興郡武康県。

## 経歴
沈林子の末子として生まれた。若くして学問を好み、文章を得意とした。弱冠にして呉興郡太守の王韶之に召されたが、任官しなかった。張邵が呉興郡太守となると、その下で主簿となった。さらに南平王劉鑠の下で左常侍をつとめた。
元嘉17年（440年）、始興王劉濬が揚州刺史となると、沈璞はその下で揚州主簿となった。劉濬はまだ幼かったため、范曄が長史として揚州の事務を代行し、沈璞が范曄を補佐する態勢をとった。
元嘉22年（445年）、范曄が処刑されると、沈璞が揚州の事務を一手に引き受けた。劉濬が成長してくると、沈璞は辞任を求めて文帝に聞き入れられたが、もとより文帝の望むところではなく、またも劉濬の下で始興国大農となり、まもなく秣陵県令に任じられた。元嘉26年（449年）、劉濬が南徐州刺史となると、沈璞はその下で中兵参軍となった。まもなく宣威将軍・盱眙郡太守に転じた。
元嘉27年（450年）、文帝が北魏に対する北伐の軍を起こすと、沈璞は城塁を修理し、塩や米を備蓄した。北伐が挫折し、北魏の太武帝が数十万の兵を率いて南進してくると、盱眙は危地に陥った。沈璞は昆陽の戦いや合肥の戦いを引き合いに出して、味方の士気を鼓舞しつつ、2000人の精鋭を集め、さらに敗走してきた臧質を迎え入れた。北魏の大軍に包囲を受けながら、沈璞は臧質とともに盱眙城を守り抜き、魏兵に消耗を強いた。元嘉28年（451年）、魏軍が撤退すると、沈璞は文帝に守城の功を嘉され、報賞を受けた。建康に召還されて、淮南郡太守に任じられ、たびたび文帝の宴に招かれた。中書郎に欠員があったため、これに沈璞を当てる人事案があったが、この人事は結局実行されなかった。
元嘉30年（453年）、劉劭が文帝を殺害して帝を称すると、沈璞は文帝の死を嘆いて病に倒れた。孝武帝が劉劭打倒の軍を起こして建康を占領すると、沈璞は顔竣の讒言を信じた孝武帝に殺害された。享年は38。
子に沈約があった。

## 伝記資料
- 『宋書』巻100 列伝第60
- 『南史』巻57 列伝第47